# Ascanio Parisani
Ascanio Parisani (ur. w Tolentino, zm. 3 kwietnia 1549 w Rzymie) – włoski kardynał.

## Życiorys
Urodził się w Tolentino. 3 stycznia 1528 roku został wybrany biskupem Caiazzo, a 24 października przyjął sakrę. Rok później został przeniesiony do diecezji Rimini. 19 grudnia 1539 roku został kreowany kardynałem prezbiterem i otrzymał kościół tytularny Santa Pudenziana. Pełnił funkcję legata w Umbrii (1542–1545) i przy cesarzu (1545–1547), a ponadto był administratorem apostolskim Muro Lucano. Zmarł 3 kwietnia 1549 roku w Rzymie.